# 橋本夢道
橋本 夢道（はしもと むどう、1903年（明治36年）4月11日 - 1974年（昭和49年）10月9日）は、日本の俳人。本名・橋本 淳一。自由律の俳人として知られ、プロレタリア俳句運動の中心人物の一人として活動した。

## 生涯
徳島県名東郡北井上村（現在の板野郡藍住町）の小作農に生まれ、小塚尋常小学校卒業後、藍玉問屋の奥村商店に丁稚として奉公。14歳のとき深川の東京支店に抜擢される。このころ市立図書館に通い、休日を利用して書物を濫読、『萬朝報』に載っていた荻原井泉水の句に惹かれ句作を試みる。1922年より自由律俳句誌「層雲」に投句、井泉水に師事する。
1929年、俳句を通じて知った荻田静子と結婚。しかし奥村商店は自由恋愛を禁じており、またこのころ栗林一石路らとともにプロレタリア俳句運動に関わったこともあって商店から解雇される。1931年、俳人横山林二の世話で銀座の輸入雑貨店「ウィステリア」に就職。1937年、銀座の甘味処「月ヶ瀬」創業に参画、戦後は同役員となる。同年、一石路、小沢武二らとともにプロレタリア俳句誌「旗」を創刊。その後「プロレタリア俳句」「La俳句」「俳句の友」と改題するが発禁となる。1934年、一石路らとともに「俳句生活」を創刊、編集を担当。1941年、新興俳句弾圧事件に連座、2年の間拘留される。戦後は1946年の新俳句人連盟創立に参加。1957年には石原沙人らと「秋刀魚」を創刊し40号まで出した。1974年、71歳で没。没後、1975年に句集『無類の妻』により第7回多喜二・百合子賞を受賞した。
代表作に、獄中の句「うごけば、寒い」、終戦時の句「無礼なる妻よ毎日馬鹿げたものを食わしむ」などがあり、反骨精神に根差しながらもユーモアや明るさを持つ句を詠んだ。俳句について「農民が生産しながら歌っている稗搗歌、米搗歌、俚謡、俗曲のように共同に生きつらぬく文学でありたい」（『無礼なる妻』あとがき）と述べ、庶民詩としての俳句を志した。1981年、徳島県鳴門市に「母の渦子の渦鳴門故郷の渦」句碑が建てられた。
次女、浩佳の夫は元朝日新聞記者でジャーナリストの殿岡駿星。夢道ゆかりの月島に「橋本夢道資料室」および「夢道サロン」を開いている。また洋画家で徳島県文化賞を受賞した佐野比呂志は甥にあたる（夢道の姉の長男）。

## あんみつの発案
夢道はあんみつの発案者であるとも云われている。1937年、甘味処「月ヶ瀬」創業に参画した夢道は、同じ銀座の汁粉店「若松」の人気に着目し、大きなガラスの器に盛ったあんみつを呼び物として考案し好評を得たという。「みつまめをギリシャの神は知らざりき」「君知るやこのみつまめの伝説を」といった句を店のコピーとして作り、電通に依頼してポスターにし電車の中吊り広告に用いた。

## 著書
- 『橋本夢道句集 無礼なる妻』未來社、1954年8月。
- 『橋本夢道第二句集 良妻愚母』未來社、1964年7月。
- 『無類の妻 橋本夢道句集』昭森社、1973年9月。
- 『橋本夢道句集』海程戦後俳句の会〈戦後俳句作家シリーズ35〉、1977年5月。
- 『橋本夢道全句集』未來社、1977年10月。
- 『無類の妻 橋本夢道句集』新日本出版社〈新日本文庫123〉、1983年10月。
- 『無禮なる妻 橋本夢道句集』（新装版）未來社、2009年1月。ISBN 978-4-624-60110-2。
- 『母郷 橋本夢道句集』徳島県立文学書道館〈ことのは文庫〉、2009年3月。

## 関連文献
- 殿岡駿星 『橋本夢道物語―妻よおまえはなぜこんなに可愛いんだろうね』 勝どき書房、2010年